# Eoatria quinquevittatus
Eoatria quinquevittatus is een zeepokkensoort uit de familie van de Archaeobalanidae. De wetenschappelijke naam van de soort is voor het eerst geldig gepubliceerd in 1913 door Hoek.